# Moczydła (Prusicko)
Moczydła – przysiółek wsi Prusicko w Polsce położony w województwie łódzkim, w powiecie pajęczańskim, w gminie Nowa Brzeźnica.Wchodzi w skład sołectwa Prusicko.
W latach 1975–1998 przysiółek administracyjnie należał do województwa częstochowskiego.